# 黄昏アンティーク
黄昏アンティーク（たそがれアンティーク）はかつて浅井企画に所属していたお笑いコンビ。2007年コンビ結成。2010年4月にコンビ解散。

## メンバー
- 小島啓義（こじま ひろよし、1981年8月4日 - ）

千葉県出身。ボケ担当。立ち位置は左側。
幼稚園時代から大学時代までいじめられ続けていたという経験がある。
解散後は「パークノース」に所属。
- 坂本大亮（さかもと だいすけ、1984年4月21日 - ）

埼玉県出身。B型。ツッコミ担当。立ち位置は右側。
ワタナベコメディスクール1期生。

## 出演

### インターネット
- ちょっと、バタバタしてまして… - 小島のみ

### テレビ
- 時空間☆世代バトル 昭和×平成 SHOWはHey! Say! （日本テレビ）- 山本梓大好き芸人として出演。山本梓大好き芸人大賞受賞。
- サタデーバリューフィーバー　人生かけて自分で撮ったドキドキ!ドキメントグランプリ（日本テレビ）- 2009年10月24日、坂本が生き別れた父親との再会を果たす。グランプリを受賞。
- イツザイ（テレビ東京）- 『インディーズ芸人オーディション』2008年8月16日（このコーナーの第1回目）初出演。キャッチコピーは『アキバから届いた小包』
- お笑い図鑑 ハマヌキ（テレビ神奈川）
- BSブランチ（BS-TBS）
- すっぴんカレッジ（BSフジ）- 小島のみ

### ラジオ
- 関根麻里のKUSUKUSU(bayfm)

### 映画
- クレーマー - 小島のみ